# 山下亜矢香
山下 亜矢香（やました あやか、1月31日 - ）は、日本の女性声優。アーツビジョン所属。兵庫県尼崎市出身。

## 来歴
『シティーハンター』のCDアルバムを聴いて、ヒロインの香のようになりたかったこと、『となりのトトロ』の主人公の1人であるメイのようになりたかったこともあり声優を目指した。
兵庫県立尼崎小田高等学校出身で同じ高校の先輩に尼子騒兵衛がいる。
青二塾大阪校第15期生。かつては青二プロダクション、ぷろだくしょんバオバブに所属していた。
2007年発売のゲーム『SDガンダム GGENERATION SPIRITS』より、門間葉月に代わって『機動戦士ガンダムΖΖ』のキャラ・スーンを担当している。

## 人物
方言は関西弁。
趣味・特技は中国語、ダンス、ギター、詩作、静物画。

## 出演
太字はメインキャラクター。

### テレビアニメ
2000年
- アルジェントソーマ（アナウンサー、ツィノーバ）
- GEAR戦士電童（生徒たち、子供）
- ちびまる子ちゃん

2001年
- 地球防衛家族（生徒D）

2002年
- キン肉マンII世（カオリ）
- 激闘!クラッシュギアTURBO（竹村シュンスケ、ケイン）
- 爆転シュート ベイブレード2002（男子1、クラスメイトI、男の子B、生徒B、ブレーダー1、ジム）

2003年
- クラッシュギアNitro（山本健子）
- THE ビッグオー second season（市民）
- SUBMARINE SUPER 99（おばちゃん）
- 成恵の世界（生徒E）
- NARUTO -ナルト-（2003年 - 2005年、マワリ、砂の里の子供、子供、アカデミーの生徒）
- 無限戦記ポトリス（2003年 - 2006年、子供ポトリスC、子供ポトリスB、子供ポトリス、女官、ネズミポトリス、トルーパーたち、子供ポトリスたち、山吹ノ虚空、アカデミーの生徒）

2004年
- 爆裂天使（子供D）
- ブラック・ジャック（生徒）

2005年
- ドラえもん（テレビ朝日版第2期）（はる夫、友達B、男の子）

2006年
- アイシールド21（露峰メグ〈2代目〉）
- 恋する天使アンジェリーク 〜心のめざめる時〜（子供）
- NIGHT HEAD GENESIS（男の子）
- ラブゲッCHU 〜ミラクル声優白書〜（いじめっ子A）

2008年
- ケロロ軍曹（おばちゃん）
- のらみみ2（アキラ）
- ヤッターマン（第2作）（2008年 - 2009年、ミスターの母、ステージママB、女性客、ワダアッコー、みの母、咲枝、保護者、客、淀殿、イエティ母、親、アフロデイイッテメカ）

2009年
- クイーンズブレイド 流浪の戦士（女レスラー）
- 空中ブランコ（タクシーの運転手）
- 獣の奏者 エリン（パンシェ）
- 夏のあらし!（子供A）
- バトルスピリッツ 少年激覇ダン（フンバリー、タンドリー）

2010年
- 一騎当千 XTREME XECUTOR
- テガミバチ（サンドラ） - 2シリーズ
- BLEACH（2010年 - 2011年、お笑い芸人、少年A）

2012年
- あらしのよるに 〜ひみつのともだち〜（バロ）
- ぴっちぴち♪しずくちゃん（ママクマ）

### OVA
- 伝心 まもって守護月天!（2000年、女子生徒）

### 劇場アニメ
- ドラえもん のび太の恐竜2006（2006年、男の子B[23]）
- 映画ドラえもん のび太の新魔界大冒険 〜7人の魔法使い〜（2007年、はる夫）
- 劇場版 ヤッターマン 新ヤッターメカ大集合! オモチャの国で大決戦だコロン!（2009年、高田ひとみ）

### ゲーム
2000年
- 冒険時代活劇ゴエモン（ゴエモン）
- 北斗の拳 世紀末救世主伝説（アキ）

2002年
- テイルズ オブ ファンダム Vol.1（商人）

2003年
- 新スーパーリアル麻雀シリーズ Hai☆Pai パラダイス（麻宮桜）

2007年
- SDガンダム GGENERATION シリーズ（2007年 - 2025年、キャラ・スーン） - 7作品
- NARUTO -ナルト- 疾風伝 ナルティメットアクセル2（砂のくノ一）

2008年
- ガンダムバトルユニバース（キャラ・スーン）
- 機動戦士ガンダム ギレンの野望 アクシズの脅威（キャラ・スーン）

2010年
- ガンダムアサルトサヴァイブ（キャラ・スーン）

2012年
- マブラヴ オルタネイティヴ - PS3移植版

2024年
- 機動戦士ガンダム U.C. ENGAGE（キャラ・スーン）

### ドラマCD
- 囁きの花束 〜healing reading live〜

### BLCD
- アーサーズ・ガーディアン 赤版（友達）
- しあわせにできるシリーズ（逢坂まゆり）
- SASRA 1（螢螢）
- 夢結び恋結び（幼少時の青）

### 吹き替え

#### 女優
- ブレンダ・ソング
  - カンフー・プリンセス　ウェンディ・ウー（ウェンディー）
  - ディズニー・チャンネル ゲームズ（本人）
  - ロード・トリップ パパは誰にも止められない!（ナンシー・カーター）

#### 映画
- アンフレンデッド（ヴァル〈コートニー・ハルヴァーソン〉）
- イノセント・ボイス 12歳の戦場
- ウォルト・ディズニーのサンタクローズ3/クリスマス大決戦!
- オペレーション チェックメイト（アヤカ）
- 奇術師フーディーニ 〜妖しき幻想〜
- 7月4日に生まれて（ロン・コーヴィック〈幼少期〉）
- 少林寺2（五龍）※DVD版
- セブンティーン・アゲイン（サマンサ〈ティヤ・シルカー〉）
- ダイヤモンド・イン・パラダイス
- 小さな魔法使いと秘密の城 リトル・ウィッチ2
- チアーズ!（ジャスティン・シップマン〈コーディー・マッケインズ〉）
- ベルンの奇蹟（マチアス〈ルーイ・クラムロート〉）
- ミスター・ロンリー（バックウィート〈マイケル＝ジョエル・スチュアート〉）
- Ray/レイ（ジョージ、レイ・チャールズ〈少年時代〉）
- レイクビュー・テラス 危険な隣人（マーカス・ターナー）
- ライセンス・トゥ・ウェディング（チャイルド・キッド・マーニー〈トラビス・T・フローリー〉）

#### テレビドラマ
- WITHOUT A TRACE/FBI 失踪者を追え!
- エージェント・オブ・シールド シーズン1 #8（ペトラ・ラーセン）
- NCIS:LA 〜極秘潜入捜査班 シーズン5 #12（リリー・ロックハート〈ミシェル・トラクテンバーグ〉）
- 仮面ライダードラゴンナイト（グレース・キーファー〈ヴィクトリア・ジャクソン〉）
- 騎馬警官 シーズン2
- CSI:4 科学捜査班
- CSI:マイアミ6 #9（ローガン・シェリダン）
- スイート・ライフ（ボブ〈チャーリー・ステアート〉）
- セックス・アンド・ザ・シティ
- NIKITA / ニキータ（ジェイデン〈ティファニー・ハインズ〉）
- トワイライト・ゾーン
- ボーイ・ミーツ・ワールド（デビット）
- BONES シーズン8
- マルコム in the Middle
- ロック、ストック&フォー・ストールン・フーヴズ（マイケル）

#### アニメ
- キム・ポッシブル（アーティ）
- クラスメイトはモンキー（アダム）
- スター・ウォーズ/クローン・ウォーズ（カリス）
- フラニーズ・フィート（ジョニー）
- ヘラクレス（女子生徒）
- ボルト
- LEGO スター・ウォーズ/恐怖のハロウィーン（ナイトシスター1）
- ワンダー・ペッツ（タック）

#### テレビ番組
- プロジェクト・ランウェイ（ステイシー・ベンデット）

### ボイスオーバー
- スーパーモーニング（テレビ朝日）
- テレコンワールド（テレビ東京）
- 未来への教室（NHK教育）

### 映画
- Mothers マザーズ（2024年） - ボイスチューナー

### 舞台
- 激弾BKYU公演朗読劇「潮騒の祈り」（2005年・2011年・2014年）
- オヅの魔法使い〜ドロシィ監禁地獄!!〜（2012年3月30日 - 4月1日）
- 峠三吉生誕100年 平和祈念特別公演「朗読 原爆詩集」（2017年2月18日） - 演出補
- おおのの♪公演「先生と赤い金魚」（2017年5月24日 - 28日）

### シリーズ一覧
1. ↑  『SPIRITS』（2007年）、『WARS』（2009年）、『WORLD』『3D』（2011年）、『OVER WORLD』（2012年）、『GENESIS』（2016年）、『ETERNAL』（2025年）